# Garamszegi Márta
Garamszegi Márta névvariánsok: Garamszeghy Márta; Inke Lászlóné (asszonynév) (Budapest, 1938. október 29. –) magyar színésznő.

## Életpályája
Budapesten született, 1938. október 29-én. Tizenhat éves volt, amikor jelentkezett a Színművészeti Főiskolára. Az első két vizsgája kitűnően sikerült ám a harmadik vizsgán elbukott. Rózsahegyi Kálmán színiiskolájába nyert felvételt, ahol 1957-ben végzett. Pályáját Miskolcon kezdte, egy évet töltött a Miskolci Nemzeti Színháznál, majd a Pest Megyei Petőfi Színpad tagja lett. 1959-től 1968-ig az Állami Déryné Színház társulatának színésznője volt. 

Férje: Inke László színművész volt, akitől két lánya született.

## Színházi szerepeiből
- Mark Twain: Koldus és királyfi... Tom Canty, koldusfiú; Edith
- Marc Camoletti: Leszállás Párizsban... Jacqueline
- Gian Paolo Callegari: Megperzselt lányok... Marcella, Gerattiék lánya
- Nyikita Vlagyimirovics Bogoszlovszkij: Nászutazás... Vera
- Jókai Mór: Az aranyember... Noémi
- Jókai Mór – Török Tamás:  Fekete gyémántok... Komorna
- Szigligeti Ede: A mama... Esztike
- Farkas Ferenc: Anyósgenerális (Vők iskolája)... Vilma
- Csizmarek Mátyás – Nádasi László: Érdekházasság... Éva; Ilonka
- Darvas József: Hajnali tűz... Marika
- Kállai István – Fényes Szabolcs: Majd a papa... Lili
- Tóth Miklós: Jegygyűrű a mellényzsebben... Kató
- Tóth Miklós: Nem olyan világot élünk... Gizike
- Móricz Zsigmond: Összemesélés... szereplő
- Ságodi József: Így fizettek... szereplő
- Nyíri Tibor: Nyitva a kiskapu... szereplő
- Gerencsér Miklós: Kerekeskút... Kati, Bucsiék lánya, Pista menyasszonya
- Bartos Ferenc: Mindent a mamáért... Edit; Erzsi
- Jacobi Viktor: Leányvásár... Lissy

## Filmjei
- Kisunokám (1960)...  Mótja, házvezetőnő
- Kodály Zoltán: Háry János (1962)... Császárné